# Mitra (mitologia)
Mitra é uma divindade da sabedoria, dos contratos e da guerra na mitologia indo-ariana da Índia, Pérsia e Anatólia. O nome Mitra (proto-indo-iraniano : *mitrás) é uma divindade indo-iraniana da qual derivam os nomes e algumas características de Rigvédico Mitrá e Avestá Mithra. Os nomes (e ocasionalmente também algumas características) dessas duas figuras mais antigas foram posteriormente adotados também para outras figuras:
- Uma forma derivada de vrddhi de mitra sânscrito de Maitreia , o nome de um Bodisatva na tradição budista.[2]
- Na Ásia Menor da era helenística, Avestá Mithra foi confundido com várias figuras locais e gregas, levando a várias variantes diferentes de Apollo - Helios - Mithras - Hermes - Stilbon.[2]
- Através do grego e de alguns intermediários da Anatólia, o teônimo avéstico também deu origem ao latim Mitra, a principal figura dos Mistérios romanos de Mitra do primeiro século (também conhecido como 'Mitraísmo').[2]
- No iraniano médio, o teônimo avéstico evoluiu (entre outras formas iranianas médias) para soguediano Miši, persa médio e parta Mihr e bactriano Miuro (/mihru/). Além de avéstico Mitra, esses nomes derivados também foram usados para:[2]
  - Mitro Greco-Bactriano, Miiro, Mioro e Miuro;
  - pelos maniqueus para uma de suas próprias divindades.[2]
- Além disso, os maniqueus também adotaram 'Maitreia' como o nome de seu "primeiro mensageiro".[2]

## Etimologia
Há um grande debate sobre a origem e significado do nome da divindade - MItra.
Tanto o Mitra Védico quanto a Mitra avéstico (zoroastrismo) derivam de um substantivo comum indo-iraniano *mitra- , geralmente reconstruído para significar " aliança, tratado, acordo, promessa ". Este significado é preservado em Avestá miθra "aliança". Em sânscrito e nas línguas indo-arianas modernas, mitra significa "amigo", um dos aspectos de ligação e aliança. A reconstrução indo-iraniana é atribuída  a Christian Bartholomae,  e foi posteriormente refinada por A. Meillet (1907), que sugeriu derivação da raiz proto-indo-europeia *mey- "trocar".
Uma derivação alternativa sugerida foi *meh "para medir" (Gray 1929). Pokorny (IEW 1959) refinou o *mei de Meillet como "ligar". Combinando a raiz *mei com o "sufixo de ferramenta" -tra- "aquilo que [causa] ..." (também encontrado em man-tra-, "aquilo que faz pensar"), então significa literalmente "aquilo que liga, " e, portanto, "aliança, tratado, acordo, promessa, juramento" etc. A interpretação de Pokorny também apóia "fixar, fortalecer", que pode ser encontrado em latim moenia "muralha da cidade, fortificação", e em uma forma antônima, inglês antigo (ge)maere "fronteira, posto-limite".
No entanto, a teoria intepretativa de mitra como "contrato" de Meillet e Pokorny teve seus opositores. Lentz (1964, 1970) recusou-se a aceitar um "contrato" abstrato para uma divindade tão exaltada e preferiu a "piedade" mais religiosa. Como o atual sânscrito mitra significa "amigo", e o novo persa mihr significa "amor" ou "amizade", Gonda (1972, 1973) insistiu em um significado védico de "amigo, amizade", não "contrato".
A análise de Meillet também "retificou interpretações anteriores"  que sugeriam que o substantivo comum indo-iraniano *mitra- tinha algo a ver com a luz ou o sol. Quando H. Lommel sugeriu  que tal associação estava implícita no Avestá Jovem (desde o século VI a.C.), isso também foi descartado de forma conclusiva.  Hoje, é certo que "(embora) Miθra esteja intimamente associado com o sol no Avestá, ele não é o sol" e "Védico Mitra também não é."
Antigo persa Miθra ou Miθ r a - ambos apenas atestados em um punhado de inscrições do século IV a.C. de Artaxerxes II e III - "é geralmente admitido [como] um empréstimo do Avestá",  a forma genuína do persa antigo sendo reconstruída como *Miça . (Kent inicialmente sugeriu sânscrito  mas depois  mudou de ideia). Mihr iraniano médio (parta, também no uso armênio vivo) e mihr (persa médio), derivam do avéstico Mitra.
Grego/latim "Mitra", a divindade focal do culto greco-romano do mitraísmo, é a forma nominativa do vocativo Mitra. Em contraste com o significado original avéstico de "contrato" ou "aliança" (e ainda evidente em textos persas médios pós-sassânidas), os mitraístas greco-romanos provavelmente pensavam que o nome significava "mediador". Na discussão do primeiro século de teologias dualistas de Plutarco, Ísis e Osíris (46.7), o historiógrafo grego fornece a seguinte explicação do nome em seu resumo da religião zoroastrista: Mitra é um méson ("no meio") entre "o bom Horomazdes e o malvado Aremanius [...chame o Mediador Mitra". Zaehner atribui esta falsa etimologia a um papel que Mitra (e o sol!) desempenhou no agora extinto ramo do Zoroastrismo conhecido como Zurvanismo.

## Mitra Indiano
O Mitra Védico (nos Vedas) é uma divindade proeminente do Rigveda, distinguida por uma relação com Varuna, o protetor do rta. Juntamente com Varuna, ele contou entre os Adítias, um grupo de divindades solares, também em textos védicos posteriores. A Mitra Védica é a divindade patrona da honestidade, amizade, contratos e reuniões. O primeiro registro existente de indo-ariano  Mitra, na forma mi-it-ra-, está no tratado de paz inscrito de c. 1400 a.C entre os hititas e o reino hurrita dos Mitani na área sudeste do lago de Vã na Ásia Menor. Mitra aparece lá junto com outras quatro divindades índicas como testemunhas e guardiãs do pacto.

## Mitra Persa
No zoroastrismo, Mitra é membro da trindade de ahuras, protetores de asha /arta , "verdade" ou "[o que é] certo". A denominação padrão de Mitra é "de pastagens amplas", sugerindo onipresença. Mitra é "falando a verdade, ... com mil ouvidos, ... com dez mil olhos, alto, com pleno conhecimento, forte, insone e sempre acordado". (Iaste 10.7). Como preservador dos acordos, Mitra também é protetor e guardião de todos os aspectos das relações interpessoais, como amizade e amor. Relacionado à sua posição como protetor da verdade, Mitra é um juiz (ratu), garantindo que indivíduos que quebram promessas ou não são justos (artavan) não sejam admitidos no paraíso . Como também na tradição indo-iraniana, Mitra está associada (a divindade do) sol, mas originalmente distinta dele. Mitra está intimamente associada à iazata (tipo de divindade) feminina Aredevi Sura Anaíta, a hipóstase do conhecimento.

## Mitra em Comagena
Há uma divindade Mitra mencionada em monumentos em Comagena. De acordo com o arqueólogo Maarten Vermaseren, a evidência do século I a.C. de Comagena demonstra a "reverência prestada a Mitra", mas não se refere aos "mistérios".  Na estátua colossal erguida pelo rei Antíoco I (69–34 a.C) no Monte Nenrute, Mitra é mostrado sem barba, usando um gorro frígio e estava originalmente sentado em um trono ao lado de outras divindades e o próprio rei. Na parte de trás dos tronos há uma inscrição em grego, que inclui o nome Apolo Mitras Hélio no caso genitivo (Ἀπόλλωνος Μίθρου Ἡλίου). Vermaseren também relata sobre um culto a Mitras no século III a.C.. R.D. Barnett argumentou que o selo real do rei Saussatar de Mitani de c. 1 450 a.C.. retrata um Mitras tauroctonoso.

## Budista Maitreia
Maitreia às vezes é representado sentado em um trono e venerado tanto no budismo mahayana quanto no não mahayana. Alguns especularam que a inspiração para Maitreia pode ter vindo da antiga divindade iraniana Mitra . A comparação primária entre os dois personagens parece ser a semelhança de seus nomes. De acordo com Tiele (1917) " Ninguém que tenha estudado a doutrina zoroastrista dos Saoshyants ou os profetas salvadores vindouros pode deixar de ver sua semelhança com o futuro Maitreia. " Paul Williams afirma que algumas ideias zoroastrianas como Saoshyant influenciaram as crenças sobre Maitreia, como as expectativas de um ajudante celestial, a necessidade de optar pela retidão positiva, o milênio futuro e a salvação universal. Possíveis objeções são que essas características não são exclusivas do Zoroastrismo, nem são necessariamente características da crença em Maitreia.

## Grécia - Mitra Romana
O nome Mitra foi adotado pelos gregos e romanos como Mitra, figura principal na religião misteriosa do mitraísmo. Inicialmente identificado com o deus-sol Hélios pelos gregos, o sincrético Mitra-Hélio foi transformado na figura Mitra durante o século II a.C., provavelmente em Pérgamo. Este novo culto foi levado para Roma por volta do século I a.C. e foi disperso por todo o Império Romano. Popular entre os militares romanos, o mitraísmo se espalhou ao norte até a Muralha de Adriano e a fronteira do Danúbio.

## História

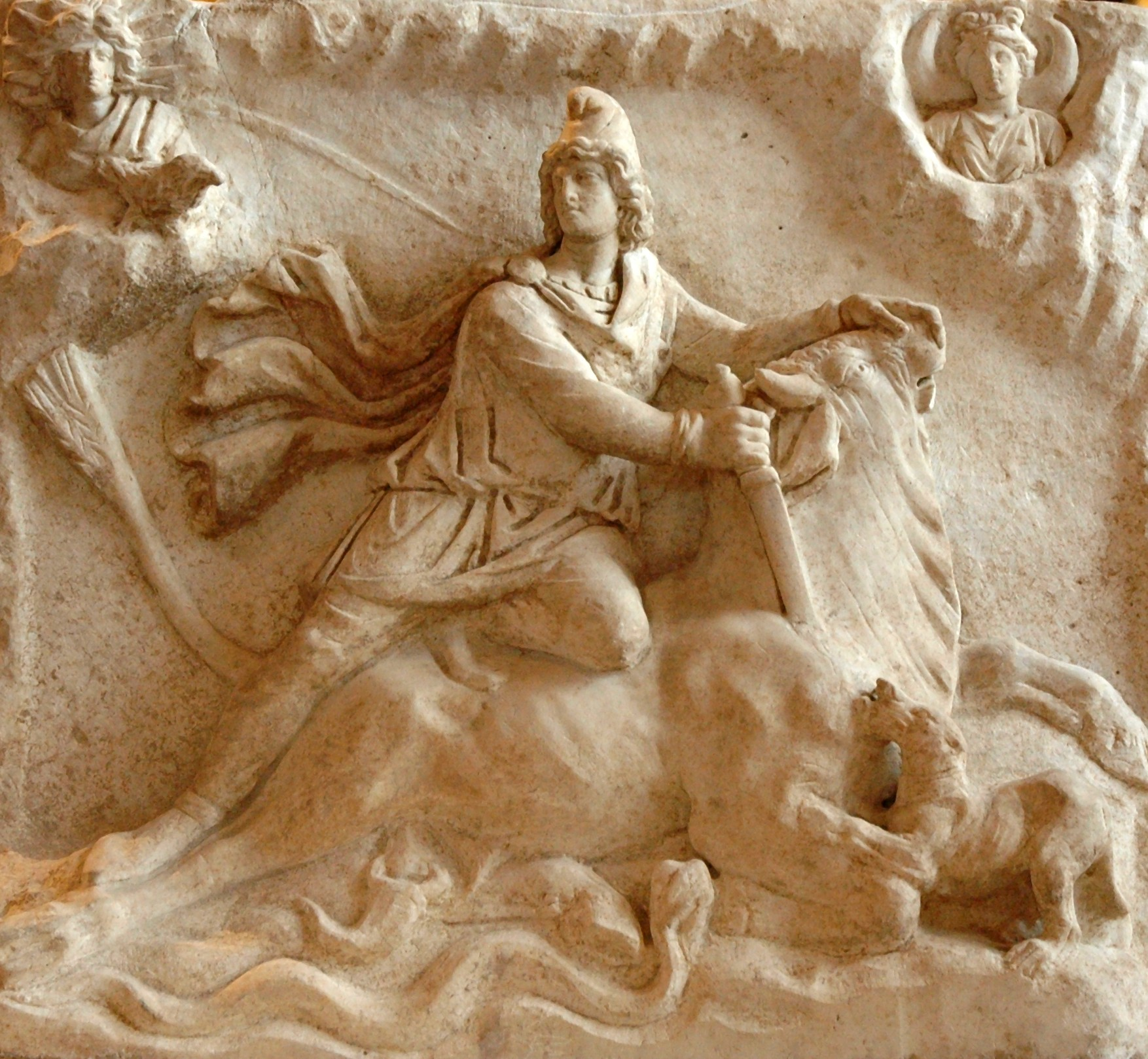
Mitra sacrifica o touro sagrado
Baixo-relevo dos séculos II-III, representando uma tauroctonia. Estão presentes a serpente, o escorpião, o cão e o corvo, característicos da iconografia mitraica.

Existem referências a Mitra e a Varuna de 1 400 a.C. como deuses de Mitani, no norte da Mesopotâmia. Entre os persas, apareceu como filho de Aúra-Masda, deus do bem, segundo as imagens dos templos e os escassos testemunhos escritos. Mitra nasceu perto de uma fonte sagrada, debaixo de uma árvore sagrada, a partir de uma rocha (a petra generatrix; Mitra é, por isso, denominado de petra natus). Sua primeira menção é de aproximadamente 3400 anos atrás, sendo descrita como companheira de Varuna, o deus do equilíbrio e da ordem do cosmo. Por volta do século V a.C., passou a integrar o panteão do zoroastrismo persa: a princípio, como senhor dos elementos; depois, sob a forma definitiva do deus solar.
O culto de Mitra chegou à Europa através desses povos helenizados, ganhando, na Grécia Antiga, uma efêmera analogia à deusa Hemera pouco antes do nascimento de Alexandre Magno. Após a vitória de Alexandre, o Grande, sobre os persas, o culto a Mitra se propagou por todo o mundo helenístico.
Segundo Heródoto, Mitra era a deusa Afrodite Urânia, trazida pelos assírios com o nome Mylitta e pelos árabes com o nome Alitta. Mitra, assim como os demais deuses persas, não tinha imagens, templos ou altares, porque, diferentemente dos gregos, os persas acreditavam que os deuses tinham uma natureza diferente da dos homens.
O símbolo de Mitra era o touro sacrificado pela divindade. A morte do touro, que representaria a Lua, era característica desse mistério, que se espalhou pelo mundo helênico e romano por meio do exército.

## Influências no mitraísmo
Em Roma surgiu uma religião de mistérios que utilizava os simbolismos da divindade Mitra. No entanto, esse deus homônimo possuía atributos e características distintas.
Nos séculos III e IV da era cristã, as religiões romanas, identificando-se com o caráter viril e luminoso do deus, incorporaram elementos do culto a Mitra no mitraísmo. Com a adoção da religião grega pelos romanos em 146 a.C., Mitra ficou sendo considerado um equivalente de Hemera, se mantendo assim até o século III. No Império Romano, foi objeto de culto de alguns imperadores, ao lado de Sol Invicto: ambos eram os protetores do império.
A partir do século II, o culto a Mitra era dos mais importantes no Império Romano e numerosos santuários chamados mitreus (mithraea) foram construídos. A maior parte eram câmaras subterrâneas, com bancos em cada lado; em raras vezes, eram grutas artificiais. Imagens do culto eram pintadas nas paredes, e, numa delas, aparecia, quase sempre, Mitra, que matava o touro sacrificial.
O ritual de iniciação na religião mitraica consistia em levar o neófito até o altar de Mitra, amarrado e vendado, onde o sacerdote oferecia, a ele, a Coroa do Mundo, colocando-a sobre sua cabeça. O neófito deveria recusar a coroa e responder: "Mitra é minha única coroa". O culto a Mitra passou por diversas transformações, difundindo-se gradualmente até alcançar um lugar proeminente na Pérsia e representar o principal oponente do cristianismo no mundo romano, nas primeiras etapas de sua expansão.

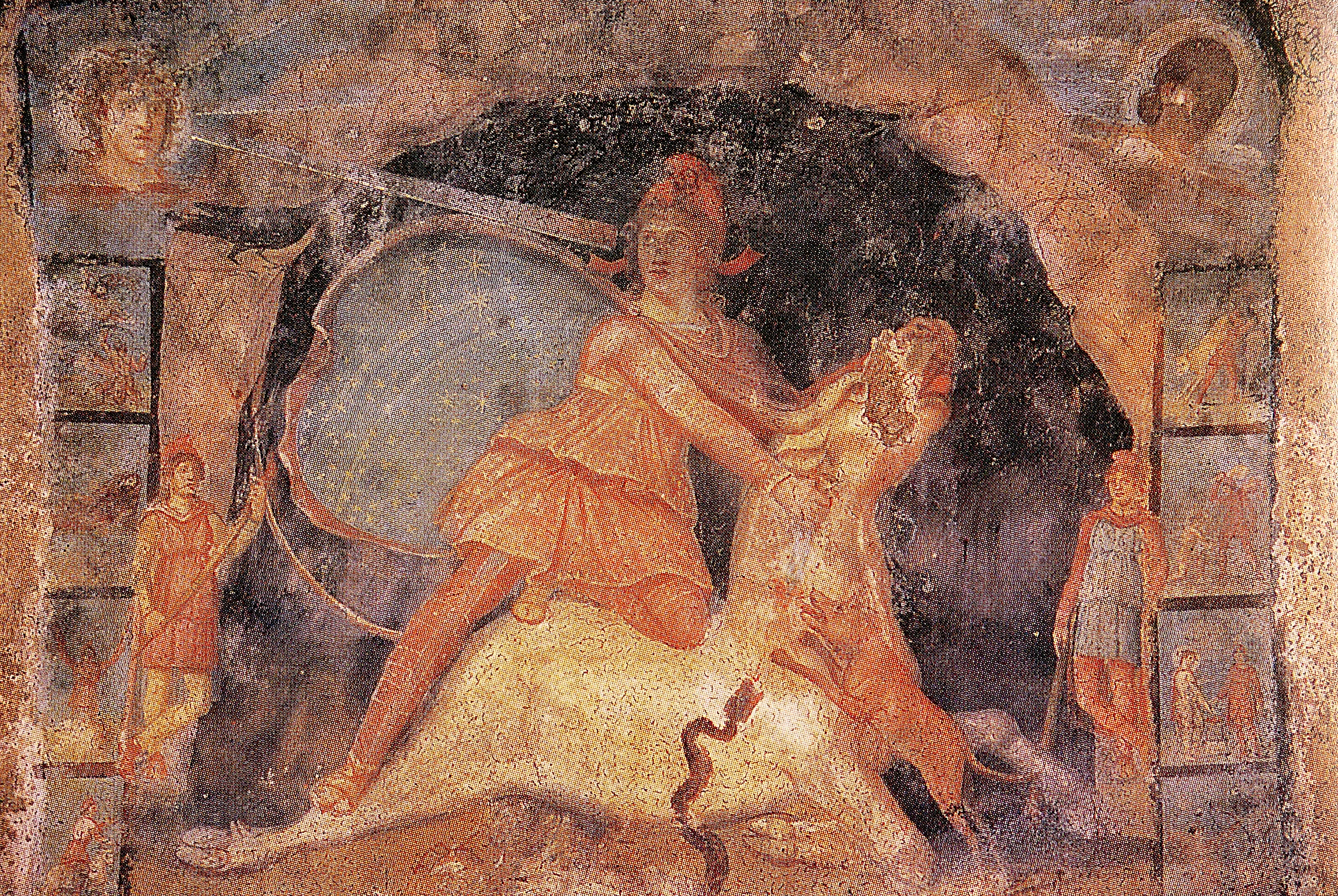
Mitra
Fresco em Marino, na Itália

A religião mitraica tinha raízes no dualismo zoroástrico (oposição entre bem e mal, espírito e matéria). Nos cultos helenísticos, Mitra passou a ser "um deus do bem" criador da luz e em luta constante contra a divindade obscura do mal. Seu culto estava associado a uma existência futura e espiritual, completamente libertada da matéria. O culto era celebrado em grutas sagradas onde o principal acontecimento era o sacrifício de um touro, cujo sangue fazia brotar a vida, propiciando a imortalidade.Para alguns povos do Mediterrâneo, Mitra era um junção do deus da guerra Ares e Héspero, a estrela que simbolizava o planeta Vênus.

## O culto de Mitra
O mitraísmo, também conhecido como mistérios mitraicos, era uma religião de mistério romana centrada no deus Mitra. Embora inspirado no culto iraniano à divindade zoroastrista (iazata) Mitra, o Mitra romano está ligado a um imaginário novo e distinto, com o nível de continuidade entre a prática persa e greco-romana debatida. Os mistérios eram populares entre o exército imperial romano por volta do século I ao IV. Os adoradores de Mitra tinham um sistema complexo de sete graus de iniciação e refeições rituais comunitárias. Os iniciados se autodenominavam sindéxios (syndexioi), aqueles "unidos pelo aperto de mão". Eles se encontraram em templos subterrâneos, agora chamados mitreus (mithraea; singular mithraeum), que sobrevivem em grande número. O culto parece ter tido seu centro em Roma e era popular em toda a metade ocidental do império, até o sul da África romana e da Numídia, até o norte da Grã-Bretanha romana, e em menor grau na Síria romana no leste.
O mitraísmo é visto como um rival do cristianismo primitivo. No século IV, os mitraístas enfrentaram a perseguição dos cristãos e a religião foi posteriormente suprimida e eliminada no império romano no final do século. Numerosos achados arqueológicos, incluindo locais de encontro, monumentos e artefatos, contribuíram para o conhecimento moderno sobre o mitraísmo em todo o Império Romano. As cenas icônicas de Mitra mostram-no nascendo de uma rocha, matando um touro e compartilhando um banquete com o deus Sol (o Sol). Cerca de 420 sítios renderam materiais relacionados ao culto. Entre os itens encontrados estão cerca de 1000 inscrições, 700 exemplares da cena da matança de touros (tauroctonia) e cerca de 400 outros monumentos. Estima-se que houvesse pelo menos 680 locais de culto à Mitra (mitreus) na cidade de Roma.Nenhuma narrativa escrita ou teologia da religião sobrevive; informações limitadas podem ser derivadas das inscrições e referências breves ou passageiras na literatura grega e latina . A interpretação da evidência física permanece problemática e contestada.